# Palais Dürckheim

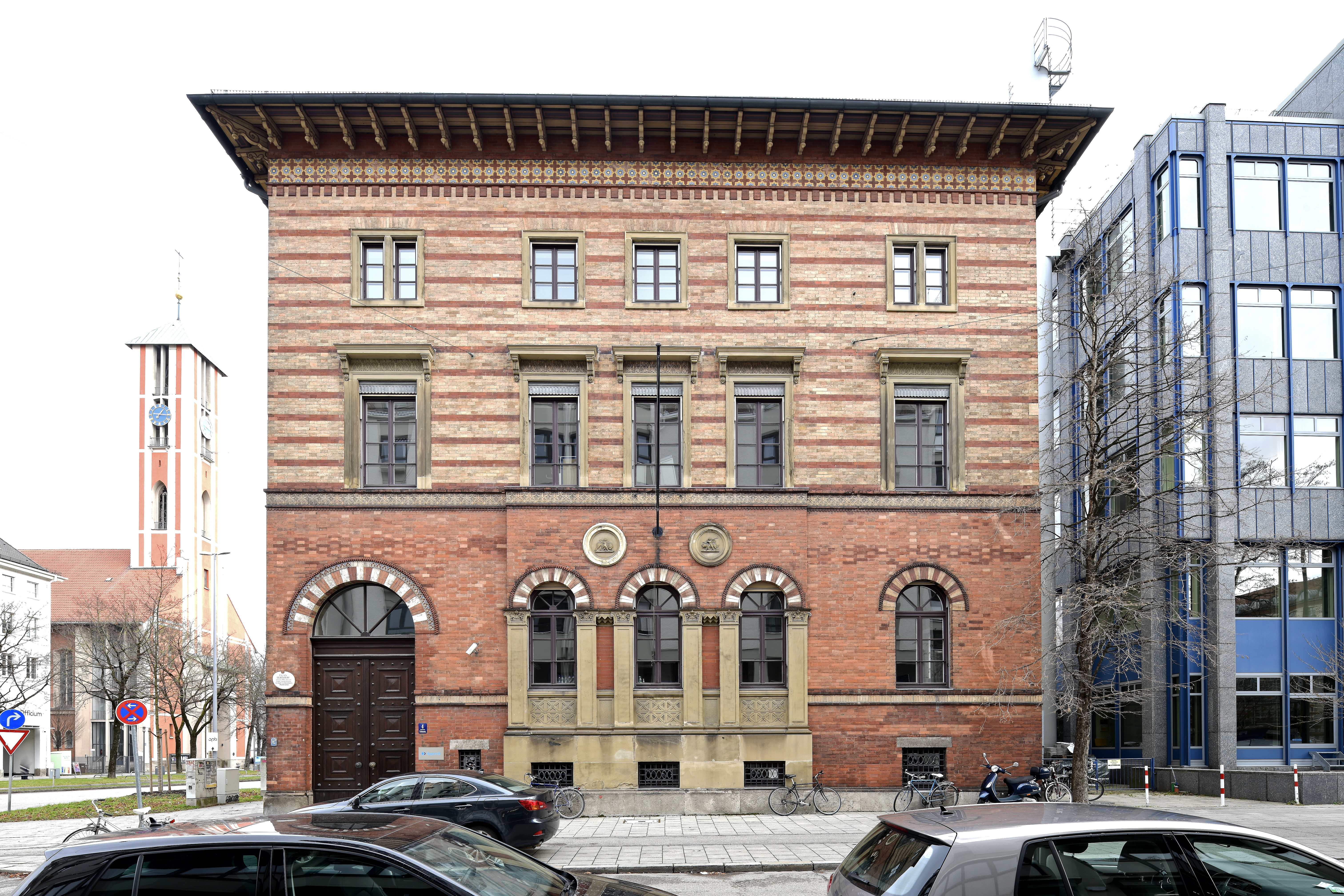
Palais Dürckheim

Das Palais Dürckheim ist ein ehemaliges Adelspalais in der Türkenstraße 4 in München. Der Architekt Franz Jakob Kreuter, ein Schüler von Friedrich von Gärtner, errichtete im Auftrag des königlich bayerischen Kämmerers und Obersthofmeisters Graf Friedrich Wilhelm Alfred von Dürckheim-Montmartin (1794–1879) den rot gestreiften Backsteinbau zwischen 1842 und 1844 im Stile der italienischen Neorenaissance.
Von 1855 bis 1909 war das Palais Sitz der Preußischen Gesandtschaft in Bayern. Ab 1937 bis zum Ende des Zweiten Weltkrieges wurde es als Polizeikrankenhaus genutzt. Nach dem Wiederaufbau beherbergte es bis 1968 das Landeskriminalamt und später ein Schulungszentrum der Bayerischen Landesbank.
Das Gebäude befindet sich in Nachbarschaft der drei Pinakotheken im Kunstareal München. Von Mai 2006 bis Herbst 2014 wurde es unter dem Namen Palais Pinakothek als Zentrum für Kunstvermittlung genutzt, um mit wechselnden thematischen Programmen und vielfältigen methodischen Ansätzen Einstiegsmöglichkeiten zu den Kunstwerken der Pinakotheken zu geben. Die Bayerische Landesbank hatte das Haus den Bayerischen Staatsgemäldesammlungen mietfrei zur Verfügung gestellt. Dem Museumspädagogischen Zentrum standen zuletzt zwei Räume zur Verfügung. Die Schließung im Herbst 2014 erfolgte überraschend und führte zu einer Einschränkung bei den museumspädagogischen Angeboten.